# Colquis
Els colquis (en llatí colchis, en grec antic Κόλχος) eren els habitants de la Còlquida.
Estaven dividits en nombroses tribus establertes al llarg de la costa del Pont Euxí, que Estrabó enumera, de nord a sud-oest, els maquelons, els heniocs, els zidretes, els lazes, els apsilis, els abasgues, els samiges, els coraxis, els cols, els melanclens, els gelonis, els suarnis, els ziges, els cercetes els muskhi i els colquis
Segons Heròdot i Diodor de Sicília, els anomenats colquis eren les restes de l'exèrcit de Sesostris i, per tant, eren d'origen egipci. Heròdot diu que ho deduïa dels molts costums similars entre els dos pobles i que no eren pròpies d'altres nacions, com la circumcisió, i el treball del lli, i també per la seva llengua i pel color de la pell, d'un to fosc com el dels habitants del Nil, i el seu per l'arrissat. Estrabó fa referència a aquesta història però sembla que no la creu. Píndar també parla del color fosc de la pell dels colquis. Ammià Marcel·lí repeteix el que diu Heròdot, i Dionís Periegetes confirma la creença de la procedència egípcia dels colquis.
La tribu dels laz o lazes va ser la que va predominar més tard, i va donar nom al país, Làzica, i els abascis van deixar el nom a la moderna Abkhàzia.